# Frandeux
Frandeux is een dorp in de Belgische provincie Namen. Het ligt Mont-Gauthier, een deelgemeente van de stad Rochefort. Frandeux ligt vier kilometer ten zuidoosten van het dorpscentrum van Mont-Gauthier, langs het riviertje de Vachaux. Anderhalve kilometer naar het noordoosten ligt Navaugle, anderhalve kilometer naar het zuidwesten Laloux.

## Geschiedenis
Op het eind van het ancien régime werd Frandeux een gemeente, maar in 1811 werd deze al opgeheven en Frandeux werd bij Mont-Gauthier gevoegd.

## Bezienswaardigheden
- de Ferme de Frandeux
- Château Frandeux (privé-domein)

Deelgemeenten: Ave-et-Auffe · Buissonville · Éprave · Han-sur-Lesse · Jemelle · Lavaux-Sainte-Anne · Lessive · Mont-Gauthier · Rochefort · Villers-sur-Lesse · Wavreille

Overige dorpen en gehuchten: Auffe · Ave · Belvaux · Briquemont · Forzée · Frandeux · Génimont · Hamerenne · Havrenne · Jamblinne · Laloux · Navaugle · Vignée

Belgische gemeenten · arrondissement Dinant · provincie Namen · Wallonië